# Gregorio Aráoz Alfaro
Gregorio Andrés Aráoz Alfaro (San Miguel de Tucumán, 8 de junio de 1870-San Miguel de Tucumán, 26 de agosto de 1955) fue un médico argentino. Su único hijo varón fue el dirigente comunista Rodolfo Gregorio Alfaro.

## Biografía
Gregorio Aráoz Alfaro era hijo de Gregorio Segundo Aráoz y Susana Alfaro. Fue bautizado por su tío, el presbítero Luis Beltrán Alfaro, el 17 de junio de 1870.

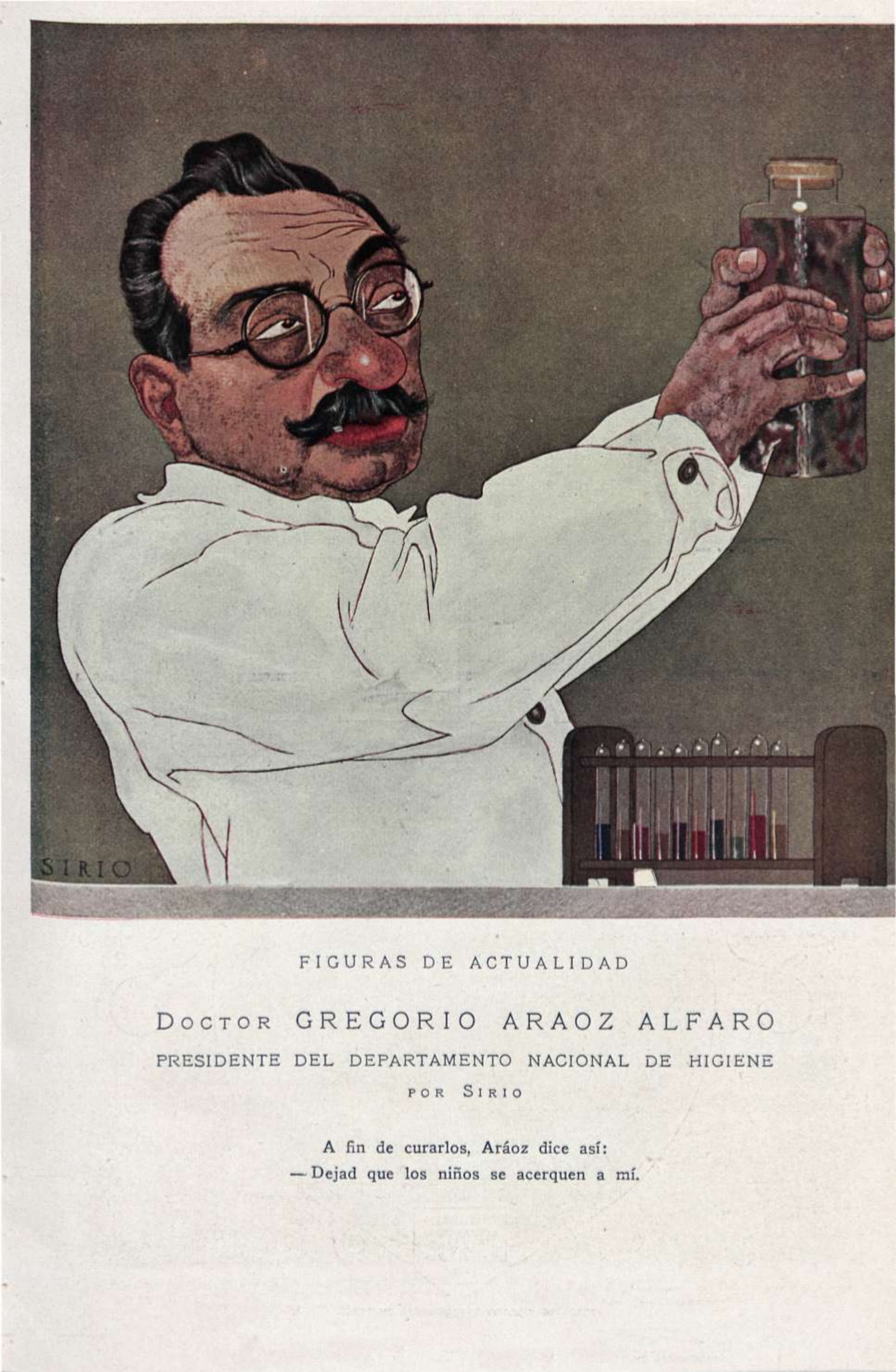
Retratado por Sirio en Caras y Caretas (1923)

Egresado como bachiller por el Colegio Nacional de Tucumán se recibió en la Facultad de Medicina de la Universidad de Buenos Aires. Realizó estudios complementarios en Francia, Alemania, Italia y Estados Unidos. Fue doctor honoris causa por la Universidad de Brasil en 1921.[cita requerida] Contrajo matrimonio con María Tedín Uriburu. Ocupó dos veces la presidencia del Departamento Nacional de Higiene, y la instalación de nuevas secciones de profilaxis de la tuberculosis, asistencia a la infancia y lucha contra el tracoma. 
Ronald Newton, historiador del nazismo, afirma que a mediados de 1936 se fundó una Comisión de Cooperación Intelectual de 19 destacados pro alemanes. Estos incluían a Gustavo Martínez Zubiría; Bernardo Houssay, a Juan P. Ramos, decano de la Facultad de Derecho de Buenos Aires, ideólogo fascista el politico Matías Sánchez Sorondo, Gregorio Aráoz Alfaro y Mariano Castex.
Entre sus actividades se destaca:
- Profesor en el Colegio Nacional de Buenos Aires (1892-1898)
- Profesor de Semiología y Clínica Propedéutica en Buenos Aires (1904-1928).
- Médico en la sala de niños del Hospital San Roque (1893-1928).
- Presidente del Departamento Nacional de Higiene (1918, 1923-1928, 1930-1931).
- Presidente de la Liga Argentina contra la Tuberculosis.
- Miembro de número de la Academia Nacional de Medicina de Buenos Aires.[3]

Fue condecorado oficial de la Legión de Honor, Francia; Cruzerio do sul, Brasil; y comendador de la Ordine della Corona d'Italia.

## Obras
- El libro de las madres
- Meningitis cerebro-espinal
- Tuberculosis larvada y tuberculodiagnosis
- Estudios clínicos sobre tuberculosis
- Tratado de semiología y clínica propedéutica
- Crónicas y estampas del pasado
- Semblanzas y apologías de grandes médicos
- Educación política
- La Eugenesia y su importancia en nuestro país

Con su obra La formación del espíritu médico (1928) que escribió junto a Nerio Rojas y Bernardo Alberto Houssay, plasmó su pensamiento sobre cómo debía ser el estudio de la medicina. 